# Благовещение Богородично (Соволяно)
„Благовещение Богородично“ е български православен параклис в село Соволяно, община Кюстендил.
Параклисът се намира в центъра на село Соволяно. Построен е в памет на народния певец Благовест Порожанов, който е израсъл в селото, и осветен на 25 март 2008 г.
По Григорианския календар Благовещение се празнува на 25 март.